# Lista de episódios de How I Met Your Mother

Logo da série

Esta é a lista de episódios de How I Met Your Mother, uma série de comédia de situação americana produzida pela CBS entre 2005 e 2014. Criado por Carter Bays e Craig Thomas, o programa segue a vida social e romântica de Ted Mosby (Josh Radnor) e seus quatro melhores amigos, Marshall Eriksen (Jason Segel), Robin Scherbatsky (Cobie Smulders), Lily Aldrin (Alyson Hannigan) e Barney Stinson (Neil Patrick Harris), enquanto Ted procura por sua futura esposa (Cristin Milioti). O programa conta esta história através da narrativa moldura do Ted "do futuro" (Bob Saget), um narrador não confiável que conta para seu dois filhos, Luke e Penny (David Henrie e Lyndsy Fonseca), os eventos que o levaram a sua mãe.
A primeira temporada de How I Met Your Mother começou com um episódio piloto em 19 de setembro de 2005 e terminou no dia 15 de maio de 2006, ao fim de 22 episódios. A temporada seguinte começou quatro meses depois, em 18 de setembro, encerrando em 14 de maio de 2007, totalizando novamente 22 episódios. Com duas histórias a menos, a terceira temporada foi exibida entre 24 de setembro do mesmo ano e 19 de maio de 2008. A quarta temporada teve início em 22 de setembro e acabou em 18 de maio de 2009, enquanto a quinta foi exibida entre 21 de setembro de 2009 e 24 de maio de 2010. A sexta temporada da série começou em 20 de setembro do mesmo ano e acabou em 16 de maio de 2011. Já a sétima temporada foi exibida entre 19 de setembro de 2011 e 14 de maio de 2012. A oitava e penúltima temporada teve início em 24 de setembro de 2012 e encerrou-se em 13 de maio de 2013. A nona e última temporada começou em 23 de setembro do mesmo e foi concluída com a história dupla "Last Forever" em 31 de março de 2014, encerrando a série. A partir da quarta temporada, todas tiveram 24 episódios cada.
A estreia da série atraiu quase 11 milhões de espectadores, e manteve uma audiência geralmente estável durante os anos de sua exibição. As primeiras sete temporadas estão disponíveis em DVD nas Regiões 1, 2 e 4, enquanto a oitava temporada foi lançada na Região 1 e 2 em outubro de 2013. Um box com todas as temporadas também foi lançado em 2014. Além disso, a série está disponível no Netflix até setembro de 2017 e pode ser comprada na iTunes Store americana.

## Resumo
| Temporada | Temporada | Episódios | Episódios | Originalmente exibido  | Originalmente exibido | Espectadores (em milhões) | Espectadores (em milhões) |
| Temporada | Temporada | Episódios | Episódios | Estreia da temporada   | Final da temporada    | Estreia                   | Final                     |
| --------- | --------- | --------- | --------- | ---------------------- | --------------------- | ------------------------- | ------------------------- |
|           | 1         | 22        | 22        | 19 de setembro de 2005 | 15 de maio de 2006    | 10,94                     | 8,64                      |
|           | 2         | 22        | 22        | 18 de setembro de 2006 | 14 de maio de 2007    | 10,48                     | 9,90                      |
|           | 3         | 20        | 20        | 24 de setembro de 2007 | 19 de maio de 2008    | 8,12                      | 7,99                      |
|           | 4         | 24        | 24        | 22 de setembro de 2008 | 18 de maio de 2009    | 9,79                      | 8,73                      |
|           | 5         | 24        | 24        | 21 de setembro de 2009 | 24 de maio de 2010    | 9,09                      | 8,18                      |
|           | 6         | 24        | 24        | 20 de setembro de 2010 | 16 de maio de 2011    | 8,79                      | 7,15                      |
|           | 7         | 24        | 24        | 19 de setembro de 2011 | 14 de maio de 2012    | 11,00                     | 8,58                      |
|           | 8         | 24        | 24        | 24 de setembro de 2012 | 13 de maio de 2013    | 8,84                      | 8,57                      |
|           | 9         | 24        | 24        | 23 de setembro de 2013 | 31 de março de 2014   | 9,40                      | 13,13                     |

## Episódios

### 1.ª temporada (2005–2006)
| N.º na série | N.º na temp. | Título                              | Dirigido por  | Escrito por                | Exibição original       | Cód. de produção | Audiência (milhões) |
| ------------ | ------------ | ----------------------------------- | ------------- | -------------------------- | ----------------------- | ---------------- | ------------------- |
| 1            | 1            | "Pilot"                             | Pamela Fryman | Carter Bays e Craig Thomas | 19 de setembro de 2005  | 1ALH79           | 10,94               |
| 2            | 2            | "Purple Giraffe"                    | Pamela Fryman | Carter Bays e Craig Thomas | 26 de setembro de 2005  | 1ALH01           | 10,40               |
| 3            | 3            | "Sweet Taste of Liberty"            | Pamela Fryman | Phil Lord e Chris Miller   | 3 de outubro de 2005    | 1ALH02           | 10,44               |
| 4            | 4            | "Return of the Shirt"               | Pamela Fryman | Kourtney Kang              | 10 de outubro de 2005   | 1ALH03           | 9,84                |
| 5            | 5            | "Okay Awesome"                      | Pamela Fryman | Chris Harris               | 17 de outubro de 2005   | 1ALH04           | 10,14               |
| 6            | 6            | "Slutty Pumpkin"                    | Pamela Fryman | Brenda Hsueh               | 24 de outubro de 2005   | 1ALH05           | 10,89               |
| 7            | 7            | "Matchmaker"                        | Pamela Fryman | Sam Johnson e Chris Marcil | 7 de novembro de 2005   | 1ALH07           | 10,55               |
| 8            | 8            | "The Duel"                          | Pamela Fryman | Gloria Calderon Kellett    | 14 de novembro de 2005  | 1ALH06           | 10,35               |
| 9            | 9            | "Belly Full of Turkey"              | Pamela Fryman | Phil Lord e Chris Miller   | 21 de novembro de 2005  | 1ALH09           | 10,29               |
| 10           | 10           | "The Pineapple Incident"            | Pamela Fryman | Carter Bays e Craig Thomas | 28 de novembro de 2005  | 1ALH08           | 12,27               |
| 11           | 11           | "The Limo"                          | Pamela Fryman | Sam Johnson e Chris Marcil | 19 de dezembro de 2005  | 1ALH10           | 10,36               |
| 12           | 12           | "The Wedding"                       | Pamela Fryman | Kourtney Kang              | 9 de janeiro de 2006    | 1ALH11           | 11,49               |
| 13           | 13           | "Drumroll, Please"                  | Pamela Fryman | Kourtney Kang              | 23 de janeiro de 2006   | 1ALH12           | 10,82               |
| 14           | 14           | "Zip, Zip, Zip"                     | Pamela Fryman | Brenda Hsueh               | 6 de fevereiro de 2006  | 1ALH13           | 10,94               |
| 15           | 15           | "Game Night"                        | Pamela Fryman | Chris Harris               | 27 de fevereiro de 2006 | 1ALH14           | 9,82                |
| 16           | 16           | "Cupcake"                           | Pamela Fryman | Maria Ferrari              | 6 de março de 2006      | 1ALH15           | 10,15               |
| 17           | 17           | "Life Among the Gorillas"           | Pamela Fryman | Carter Bays e Craig Thomas | 20 de março de 2006     | 1ALH16           | 9,80                |
| 18           | 18           | "Nothing Good Happens After 2 A.M." | Pamela Fryman | Carter Bays e Craig Thomas | 10 de abril de 2006     | 1ALH17           | 7,65                |
| 19           | 19           | "Mary the Paralegal"                | Pamela Fryman | Chris Harris               | 24 de abril de 2006     | 1ALH18           | 7,60                |
| 20           | 20           | "Best Prom Ever"                    | Pamela Fryman | Ira Ungerleider            | 1 de maio de 2006       | 1ALH19           | 7,24                |
| 21           | 21           | "Milk"                              | Pamela Fryman | Carter Bays e Craig Thomas | 8 de maio de 2006       | 1ALH20           | 8,07                |
| 22           | 22           | "Come On"                           | Pamela Fryman | Carter Bays e Craig Thomas | 15 de maio de 2006      | 1ALH21           | 8,64                |

### 2.ª temporada (2006–2007)
| N.º na série | N.º na temp. | Título                      | Dirigido por  | Escrito por                | Exibição original       | Cód. de produção | Audiência (milhões) |
| ------------ | ------------ | --------------------------- | ------------- | -------------------------- | ----------------------- | ---------------- | ------------------- |
| 23           | 1            | "Where Were We?"            | Pamela Fryman | Carter Bays e Craig Thomas | 18 de setembro de 2006  | 2ALH01           | 10,48               |
| 24           | 2            | "The Scorpion and the Toad" | Rob Greenberg | Chris Harris               | 25 de setembro de 2006  | 2ALH02           | 9,14                |
| 25           | 3            | "Brunch"                    | Pamela Fryman | Stephen Lloyd              | 2 de outubro de 2006    | 2ALH03           | 9,32                |
| 26           | 4            | "Ted Mosby, Architect"      | Pamela Fryman | Kristin Newman             | 9 de outubro de 2006    | 2ALH04           | 9,09                |
| 27           | 5            | "World's Greatest Couple"   | Pamela Fryman | Brenda Hsueh               | 16 de outubro de 2006   | 2ALH06           | 9,05                |
| 28           | 6            | "Aldrin Justice"            | Pamela Fryman | Jamie Rhonheimer           | 23 de outubro de 2006   | 2ALH05           | 9,59                |
| 29           | 7            | "Swarley"                   | Pamela Fryman | Greg Malins                | 6 de novembro de 2006   | 2ALH07           | 8,22                |
| 30           | 8            | "Atlantic City"             | Pamela Fryman | Maria Ferrari              | 13 de novembro de 2006  | 2ALH08           | 9,33                |
| 31           | 9            | "Slap Bet"                  | Pamela Fryman | Kourtney Kang              | 20 de novembro de 2006  | 2ALH09           | 8,85                |
| 32           | 10           | "Single Stamina"            | Pamela Fryman | Kristin Newman             | 27 de novembro de 2006  | 2ALH10           | 9,85                |
| 33           | 11           | "How Lily Stole Christmas"  | Pamela Fryman | Brenda Hsueh               | 11 de dezembro de 2006  | 2ALH12           | 8,81                |
| 34           | 12           | "First Time in New York"    | Pamela Fryman | Gloria Calderon Kellett    | 8 de janeiro de 2007    | 2ALH11           | 8,37                |
| 35           | 13           | "Columns"                   | Rob Greenberg | Matt Kuhn                  | 22 de janeiro de 2007   | 2ALH14           | 9,42                |
| 36           | 14           | "Monday Night Football"     | Rob Greenberg | Carter Bays e Craig Thomas | 5 de fevereiro de 2007  | 2ALH13           | 10,61               |
| 37           | 15           | "Lucky Penny"               | Pamela Fryman | Jamie Rhonheimer           | 12 de fevereiro de 2007 | 2ALH15           | 9,68                |
| 38           | 16           | "Stuff"                     | Pamela Fryman | Kourtney Kang              | 19 de fevereiro de 2007 | 2ALH16           | 8,95                |
| 39           | 17           | "Arrivederci, Fiero"        | Pamela Fryman | Chris Harris               | 26 de fevereiro de 2007 | 2ALH17           | 9,33                |
| 40           | 18           | "Moving Day"                | Pamela Fryman | Maria Ferrari              | 19 de março de 2007     | 2ALH18           | 7,27                |
| 41           | 19           | "Bachelor Party"            | Pamela Fryman | Carter Bays e Craig Thomas | 9 de abril de 2007      | 2ALH19           | 9,90                |
| 42           | 20           | "Showdown"                  | Pamela Fryman | Gloria Calderon Kellett    | 30 de abril de 2007     | 2ALH20           | 7,24                |
| 43           | 21           | "Something Borrowed"        | Pamela Fryman | Greg Malins                | 7 de maio de 2007       | 2ALH21           | 7,69                |
| 44           | 22           | "Something Blue"            | Pamela Fryman | Carter Bays e Craig Thomas | 14 de maio de 2007      | 2ALH22           | 9,90                |

### 3.ª temporada (2007–2008)
| N.º na série | N.º na temp. | Título                    | Dirigido por  | Escrito por                              | Exibição original      | Cód. de produção | Audiência (milhões) |
| ------------ | ------------ | ------------------------- | ------------- | ---------------------------------------- | ---------------------- | ---------------- | ------------------- |
| 45           | 1            | "Wait for It"             | Pamela Fryman | Carter Bays e Craig Thomas               | 24 de setembro de 2007 | 3ALH01           | 8,12                |
| 46           | 2            | "We're Not from Here"     | Pamela Fryman | Chris Harris                             | 1 de outubro de 2007   | 3ALH02           | 7,88                |
| 47           | 3            | "Third Wheel"             | Pamela Fryman | David Hemingson                          | 8 de outubro de 2007   | 3ALH04           | 7,96                |
| 48           | 4            | "Little Boys"             | Rob Greenberg | Kourtney Kang                            | 15 de outubro de 2007  | 3ALH03           | 7,71                |
| 49           | 5            | "How I Met Everyone Else" | Pamela Fryman | Gloria Calderon Kellett                  | 22 de outubro de 2007  | 3ALH05           | 8,50                |
| 50           | 6            | "I'm Not That Guy"        | Pamela Fryman | Jonathan Groff                           | 29 de outubro de 2007  | 3ALH06           | 8,55                |
| 51           | 7            | "Dowisetrepla"            | Pamela Fryman | Brenda Hsueh                             | 5 de novembro de 2007  | 3ALH07           | 8,77                |
| 52           | 8            | "Spoiler Alert"           | Pamela Fryman | Stephen Lloyd                            | 12 de novembro de 2007 | 3ALH08           | 8,58                |
| 53           | 9            | "Slapsgiving"             | Pamela Fryman | Matt Kuhn                                | 19 de novembro de 2007 | 3ALH09           | 8,06                |
| 54           | 10           | "The Yips"                | Pamela Fryman | Jamie Rhonheimer                         | 26 de novembro de 2007 | 3ALH10           | 7,91                |
| 55           | 11           | "The Platinum Rule"       | Pamela Fryman | Carter Bays e Craig Thomas               | 10 de dezembro de 2007 | 3ALH11           | 8,49                |
| 56           | 12           | "No Tomorrow"             | Pamela Fryman | Carter Bays e Craig Thomas               | 17 de março de 2008    | 3ALH12           | 9,73                |
| 57           | 13           | "Ten Sessions"            | Pamela Fryman | Chris Harris, Carter Bays e Craig Thomas | 24 de março de 2008    | 3ALH14           | 10,67               |
| 58           | 14           | "The Bracket"             | Pamela Fryman | Joe Kelly                                | 31 de março de 2008    | 3ALH13           | 9,50                |
| 59           | 15           | "The Chain of Screaming"  | Pamela Fryman | Carter Bays e Craig Thomas               | 14 de abril de 2008    | 3ALH15           | 7,99                |
| 60           | 16           | "Sandcastles in the Sand" | Pamela Fryman | Kourtney Kang                            | 21 de abril de 2008    | 3ALH16           | 8,45                |
| 61           | 17           | "The Goat"                | Pamela Fryman | Stephen Lloyd                            | 28 de abril de 2008    | 3ALH17           | 8,84                |
| 62           | 18           | "Rebound Bro"             | Pamela Fryman | Jamie Rhonheimer                         | 5 de maio de 2008      | 3ALH18           | 8,36                |
| 63           | 19           | "Everything Must Go"      | Pamela Fryman | Jonathan Groff e Chris Harris            | 12 de maio de 2008     | 3ALH19           | 8,93                |
| 64           | 20           | "Miracles"                | Pamela Fryman | Carter Bays e Craig Thomas               | 19 de maio de 2008     | 3ALH20           | 7,99                |

### 4.ª temporada (2008–2009)
| N.º na série | N.º na temp. | Título                        | Dirigido por  | Escrito por                   | Exibição original      | Cód. de produção | Audiência (milhões) |
| ------------ | ------------ | ----------------------------- | ------------- | ----------------------------- | ---------------------- | ---------------- | ------------------- |
| 65           | 1            | "Do I Know You?"              | Pamela Fryman | Carter Bays e Craig Thomas    | 22 de setembro de 2008 | 4ALH01           | 9,79                |
| 66           | 2            | "The Best Burger in New York" | Pamela Fryman | Carter Bays e Craig Thomas    | 29 de setembro de 2008 | 4ALH02           | 8,72                |
| 67           | 3            | "I Heart NJ"                  | Pamela Fryman | Greg Malins                   | 6 de outubro de 2008   | 4ALH04           | 8,97                |
| 68           | 4            | "Intervention"                | Michael Shea  | Stephen Lloyd                 | 13 de outubro de 2008  | 4ALH03           | 9,25                |
| 69           | 5            | "Shelter Island"              | Pamela Fryman | Chris Harris                  | 20 de outubro de 2008  | 4ALH05           | 9,45                |
| 70           | 6            | "Happily Ever After"          | Pamela Fryman | Jamie Rhonheimer              | 3 de novembro de 2008  | 4ALH06           | 9,40                |
| 71           | 7            | "Not a Father's Day"          | Pamela Fryman | Robia Rashid                  | 10 de novembro de 2008 | 4ALH07           | 9,79                |
| 72           | 8            | "Woooo!"                      | Pamela Fryman | Carter Bays e Craig Thomas    | 17 de novembro de 2008 | 4ALH09           | 9,99                |
| 73           | 9            | "The Naked Man"               | Pamela Fryman | Joe Kelly                     | 24 de novembro de 2008 | 4ALH08           | 10,04               |
| 74           | 10           | "The Fight"                   | Pamela Fryman | Theresa Mulligan Rosenthal    | 8 de dezembro de 2008  | 4ALH10           | 10,49               |
| 75           | 11           | "Little Minnesota"            | Pamela Fryman | Chuck Tatham                  | 15 de dezembro de 2008 | 4ALH12           | 11,44               |
| 76           | 12           | "Benefits"                    | Pamela Fryman | Kourtney Kang                 | 12 de janeiro de 2009  | 4ALH11           | 11,76               |
| 77           | 13           | "Three Days of Snow"          | Pamela Fryman | Matt Kuhn                     | 19 de janeiro de 2009  | 4ALH13           | 10,69               |
| 78           | 14           | "The Possimpible"             | Pamela Fryman | Jonathan Groff                | 2 de fevereiro de 2009 | 4ALH14           | 10,30               |
| 79           | 15           | "The Stinsons"                | Pamela Fryman | Carter Bays e Craig Thomas    | 2 de março de 2009     | 4ALH15           | 11,08               |
| 80           | 16           | "Sorry, Bro"                  | Pamela Fryman | Craig Gerard e Matthew Zinman | 9 de março de 2009     | 4ALH16           | 8,51                |
| 81           | 17           | "The Front Porch"             | Rob Greenberg | Chris Harris                  | 16 de março de 2009    | 4ALH17           | 9,29                |
| 82           | 18           | "Old King Clancy"             | Pamela Fryman | Jamie Rhonheimer              | 23 de março de 2009    | 4ALH19           | 7,36                |
| 83           | 19           | "Murtaugh"                    | Pamela Fryman | Joe Kelly                     | 30 de março de 2009    | 4ALH18           | 9,20                |
| 84           | 20           | "Mosbius Designs"             | Pamela Fryman | Kourtney Kang                 | 13 de abril de 2009    | 4ALH20           | 9,56                |
| 85           | 21           | "The Three Days Rule"         | Pamela Fryman | Greg Malins                   | 27 de abril de 2009    | 4ALH22           | 8,87                |
| 86           | 22           | "Right Place, Right Time"     | Pamela Fryman | Stephen Lloyd                 | 4 de maio de 2009      | 4ALH21           | 8,89                |
| 87           | 23           | "As Fast as She Can"          | Pamela Fryman | Carter Bays e Craig Thomas    | 11 de maio de 2009     | 4ALH23           | 8,70                |
| 88           | 24           | "The Leap"                    | Pamela Fryman | Carter Bays e Craig Thomas    | 18 de maio de 2009     | 4ALH24           | 8,73                |

### 5.ª temporada (2009–2010)
| N.º na série | N.º na temp. | Título                               | Dirigido por        | Escrito por                   | Exibição original      | Cód. de produção | Audiência (milhões) |
| ------------ | ------------ | ------------------------------------ | ------------------- | ----------------------------- | ---------------------- | ---------------- | ------------------- |
| 89           | 1            | "Definitions"                        | Pamela Fryman       | Carter Bays e Craig Thomas    | 21 de setembro de 2009 | 5ALH01           | 9,09                |
| 90           | 2            | "Double Date"                        | Pamela Fryman       | Matt Kuhn                     | 28 de setembro de 2009 | 5ALH02           | 8,73                |
| 91           | 3            | "Robin 101"                          | Pamela Fryman       | Carter Bays e Craig Thomas    | 5 de outubro de 2009   | 5ALH03           | 8,23                |
| 92           | 4            | "The Sexless Innkeeper"              | Pamela Fryman       | Kourtney Kang                 | 12 de outubro de 2009  | 5ALH04           | 8,56                |
| 93           | 5            | "Duel Citizenship"                   | Pamela Fryman       | Chuck Tatham                  | 19 de outubro de 2009  | 5ALH05           | 8,07                |
| 94           | 6            | "Bagpipes"                           | Pamela Fryman       | Robia Rashid                  | 2 de novembro de 2009  | 5ALH06           | 8,82                |
| 95           | 7            | "The Rough Patch"                    | Pamela Fryman       | Chris Harris                  | 9 de novembro de 2009  | 5ALH07           | 8,82                |
| 96           | 8            | "The Playbook"                       | Pamela Fryman       | Carter Bays e Craig Thomas    | 16 de novembro de 2009 | 5ALH08           | 8,44                |
| 97           | 9            | "Slapsgiving 2: Revenge of the Slap" | Pamela Fryman       | Jamie Rhonheimer              | 23 de novembro de 2009 | 5ALH09           | 8,75                |
| 98           | 10           | "The Window"                         | Pamela Fryman       | Joe Kelly                     | 7 de dezembro de 2009  | 5ALH11           | 8,79                |
| 99           | 11           | "Last Cigarette Ever"                | Pamela Fryman       | Theresa Mulligan Rosenthal    | 14 de dezembro de 2009 | 5ALH10           | 9,65                |
| 100          | 12           | "Girls Versus Suits"                 | Pamela Fryman       | Carter Bays e Craig Thomas    | 11 de janeiro de 2010  | 5ALH12           | 9,78                |
| 101          | 13           | "Jenkins"                            | Neil Patrick Harris | Greg Malins                   | 18 de janeiro de 2010  | 5ALH13           | 10,52               |
| 102          | 14           | "Perfect Week"                       | Pamela Fryman       | Craig Gerard e Matthew Zinman | 1 de fevereiro de 2010 | 5ALH14           | 9,28                |
| 103          | 15           | "Rabbit or Duck"                     | Pamela Fryman       | Carter Bays e Craig Thomas    | 8 de fevereiro de 2010 | 5ALH15           | 10,00               |
| 104          | 16           | "Hooked"                             | Pamela Fryman       | Kourtney Kang                 | 1 de março de 2010     | 5ALH16           | 10,37               |
| 105          | 17           | "Of Course"                          | Pamela Fryman       | Matt Kuhn                     | 8 de março de 2010     | 5ALH18           | 10,06               |
| 106          | 18           | "Say Cheese"                         | Pamela Fryman       | Robia Rashid                  | 22 de março de 2010    | 5ALH17           | 8,37                |
| 107          | 19           | "Zoo or False"                       | Pamela Fryman       | Stephen Lloyd                 | 12 de abril de 2010    | 5ALH22           | 6,88                |
| 108          | 20           | "Home Wreckers"                      | Pamela Fryman       | Chris Harris                  | 19 de abril de 2010    | 5ALH20           | 7,71                |
| 109          | 21           | "Twin Beds"                          | Pamela Fryman       | Theresa Mulligan Rosenthal    | 3 de maio de 2010      | 5ALH19           | 7,70                |
| 110          | 22           | "Robots Versus Wrestlers"            | Rob Greenberg       | Jamie Rhonheimer              | 10 de maio de 2010     | 5ALH21           | 8,16                |
| 111          | 23           | "The Wedding Bride"                  | Pamela Fryman       | Stephen Lloyd                 | 17 de maio de 2010     | 5ALH24           | 7,69                |
| 112          | 24           | "Doppelgangers"                      | Pamela Fryman       | Carter Bays e Craig Thomas    | 24 de maio de 2010     | 5ALH23           | 8,18                |

### 6.ª temporada (2010–2011)
| N.º na série | N.º na temp. | Título                       | Dirigido por  | Escrito por                   | Exibição original       | Cód. de produção | Audiência (milhões) |
| ------------ | ------------ | ---------------------------- | ------------- | ----------------------------- | ----------------------- | ---------------- | ------------------- |
| 113          | 1            | "Big Days"                   | Pamela Fryman | Carter Bays e Craig Thomas    | 20 de setembro de 2010  | 6ALH01           | 8,79                |
| 114          | 2            | "Cleaning House"             | Pamela Fryman | Stephen Lloyd                 | 27 de setembro de 2010  | 6ALH02           | 9,00                |
| 115          | 3            | "Unfinished"                 | Pamela Fryman | Jamie Rhonheimer              | 4 de outubro de 2010    | 6ALH03           | 8,60                |
| 116          | 4            | "Subway Wars"                | Pamela Fryman | Chris Harris                  | 11 de outubro de 2010   | 6ALH04           | 8,48                |
| 117          | 5            | "Architect of Destruction"   | Pamela Fryman | Carter Bays e Craig Thomas    | 18 de outubro de 2010   | 6ALH05           | 8,05                |
| 118          | 6            | "Baby Talk"                  | Pamela Fryman | Joe Kelly                     | 25 de outubro de 2010   | 6ALH07           | 8,29                |
| 119          | 7            | "Canning Randy"              | Pamela Fryman | Chuck Tatham                  | 1 de novembro de 2010   | 6ALH06           | 8,88                |
| 120          | 8            | "Natural History"            | Pamela Fryman | Carter Bays e Craig Thomas    | 8 de novembro de 2010   | 6ALH09           | 8,87                |
| 121          | 9            | "Glitter"                    | Pamela Fryman | Kourtney Kang                 | 15 de novembro de 2010  | 6ALH08           | 8,87                |
| 122          | 10           | "Blitzgiving"                | Pamela Fryman | Theresa Mulligan Rosenthal    | 22 de novembro de 2010  | 6ALH10           | 8,73                |
| 123          | 11           | "The Mermaid Theory"         | Pamela Fryman | Robia Rashid                  | 6 de dezembro de 2010   | 6ALH11           | 9,26                |
| 124          | 12           | "False Positive"             | Pamela Fryman | Craig Gerard e Matthew Zinman | 13 de dezembro de 2010  | 6ALH12           | 9,70                |
| 125          | 13           | "Bad News"                   | Pamela Fryman | Jennifer Hendriks             | 3 de janeiro de 2011    | 6ALH13           | 10,15               |
| 126          | 14           | "Last Words"                 | Pamela Fryman | Carter Bays e Craig Thomas    | 17 de janeiro de 2011   | 6ALH14           | 10,54               |
| 127          | 15           | "Oh Honey"                   | Pamela Fryman | Carter Bays e Craig Thomas    | 7 de fevereiro de 2011  | 6ALH15           | 10,00               |
| 128          | 16           | "Desperation Day"            | Pamela Fryman | Tami Sagher                   | 14 de fevereiro de 2011 | 6ALH16           | 9,51                |
| 129          | 17           | "Garbage Island"             | Michael Shea  | Tom Ruprecht                  | 21 de fevereiro de 2011 | 6ALH17           | 9,33                |
| 130          | 18           | "A Change of Heart"          | Pamela Fryman | Matt Kuhn                     | 28 de fevereiro de 2011 | 6ALH19           | 9,24                |
| 131          | 19           | "Legendaddy"                 | Pamela Fryman | Dan Gregor e Doug Mand        | 21 de março de 2011     | 6ALH18           | 8,03                |
| 132          | 20           | "The Exploding Meatball Sub" | Pamela Fryman | Stephen Lloyd                 | 11 de abril de 2011     | 6ALH20           | 6,87                |
| 133          | 21           | "Hopeless"                   | Pamela Fryman | Chris Harris                  | 18 de abril de 2011     | 6ALH22           | 6,49                |
| 134          | 22           | "The Perfect Cocktail"       | Pamela Fryman | Joe Kelly                     | 2 de maio de 2011       | 6ALH21           | 6,77                |
| 135          | 23           | "Landmarks"                  | Pamela Fryman | Carter Bays e Craig Thomas    | 9 de maio de 2011       | 6ALH24           | 6,41                |
| 136          | 24           | "Challenge Accepted"         | Pamela Fryman | Carter Bays e Craig Thomas    | 16 de maio de 2011      | 6ALH23           | 7,15                |

### 7.ª temporada (2011–2012)
| N.º na série | N.º na temp. | Título                       | Dirigido por  | Escrito por                                  | Exibição original       | Cód. de produção | Audiência (milhões) |
| ------------ | ------------ | ---------------------------- | ------------- | -------------------------------------------- | ----------------------- | ---------------- | ------------------- |
| 137          | 1            | "The Best Man"               | Pamela Fryman | Carter Bays e Craig Thomas                   | 19 de setembro de 2011  | 7ALH01           | 11,00               |
| 138          | 2            | "The Naked Truth"            | Pamela Fryman | Stephen Lloyd                                | 19 de setembro de 2011  | 7ALH02           | 12,22               |
| 139          | 3            | "Ducky Tie"                  | Rob Greenberg | Carter Bays e Craig Thomas                   | 26 de setembro de 2011  | 7ALH03           | 10,50               |
| 140          | 4            | "The Stinson Missile Crisis" | Pamela Fryman | Kourtney Kang                                | 3 de outubro de 2011    | 7ALH04           | 10,39               |
| 141          | 5            | "Field Trip"                 | Pamela Fryman | Jamie Rhonheimer                             | 10 de outubro de 2011   | 7ALH06           | 8,89                |
| 142          | 6            | "Mystery vs. History"        | Pamela Fryman | Chuck Tatham                                 | 17 de outubro de 2011   | 7ALH05           | 9,81                |
| 143          | 7            | "Noretta"                    | Pamela Fryman | Matt Kuhn                                    | 24 de outubro de 2011   | 7ALH07           | 9,87                |
| 144          | 8            | "The Slutty Pumpkin Returns" | Pamela Fryman | Tami Sagher                                  | 31 de outubro de 2011   | 7ALH08           | 10,49               |
| 145          | 9            | "Disaster Averted"           | Michael Shea  | Robia Rashid                                 | 7 de novembro de 2011   | 7ALH09           | 10,28               |
| 146          | 10           | "Tick Tick Tick…"            | Pamela Fryman | Chris Harris                                 | 14 de novembro de 2011  | 7ALH10           | 10,42               |
| 147          | 11           | "The Rebound Girl"           | Pamela Fryman | Carter Bays e Craig Thomas                   | 21 de novembro de 2011  | 7ALH11           | 10,01               |
| 148          | 12           | "Symphony of Illumination"   | Pamela Fryman | Joe Kelly                                    | 5 de dezembro de 2011   | 7ALH12           | 11,51               |
| 149          | 13           | "Tailgate"                   | Pamela Fryman | Carter Bays e Craig Thomas                   | 2 de janeiro de 2012    | 7ALH13           | 10,14               |
| 150          | 14           | "46 Minutes"                 | Pamela Fryman | Dan Gregor e Doug Mand                       | 16 de janeiro de 2012   | 7ALH14           | 10,08               |
| 151          | 15           | "The Burning Beekeeper"      | Pamela Fryman | Carter Bays e Craig Thomas                   | 6 de fevereiro de 2012  | 7ALH17           | 9,98                |
| 152          | 16           | "The Drunk Train"            | Pamela Fryman | Craig Gerard e Matthew Zinman                | 13 de fevereiro de 2012 | 7ALH16           | 9,01                |
| 153          | 17           | "No Pressure"                | Pamela Fryman | George Sloan                                 | 20 de fevereiro de 2012 | 7ALH15           | 9,68                |
| 154          | 18           | "Karma"                      | Pamela Fryman | Stephen Lloyd                                | 27 de fevereiro de 2012 | 7ALH18           | 9,07                |
| 155          | 19           | "The Broath"                 | Pamela Fryman | Carter Bays e Craig Thomas                   | 19 de março de 2012     | 7ALH19           | 8,15                |
| 156          | 20           | "Trilogy Time"               | Pamela Fryman | Kourtney Kang                                | 9 de abril de 2012      | 7ALH23           | 8,00                |
| 157          | 21           | "Now We're Even"             | Pamela Fryman | Chuck Tatham                                 | 16 de abril de 2012     | 7ALH22           | 7,24                |
| 158          | 22           | "Good Crazy"                 | Pamela Fryman | Carter Bays e Craig Thomas                   | 30 de abril de 2012     | 7ALH20           | 7,99                |
| 159 160      | 23 24        | "The Magician's Code"        | Pamela Fryman | Jennifer Hendriks Carter Bays e Craig Thomas | 14 de maio de 2012      | 7ALH21 7ALH24    | 8,58                |

### 8.ª temporada (2012–2013)
| N.º na série | N.º na temp. | Título                         | Dirigido por  | Escrito por                                       | Exibição original       | Cód. de produção | Audiência (milhões) |
| ------------ | ------------ | ------------------------------ | ------------- | ------------------------------------------------- | ----------------------- | ---------------- | ------------------- |
| 161          | 1            | "Farhampton"                   | Pamela Fryman | Carter Bays e Craig Thomas                        | 24 de setembro de 2012  | 8ALH01           | 8,84                |
| 162          | 2            | "The Pre-Nup"                  | Pamela Fryman | Carter Bays e Craig Thomas                        | 1 de outubro de 2012    | 8ALH02           | 8,17                |
| 163          | 3            | "Nannies"                      | Pamela Fryman | Chuck Tatham                                      | 8 de outubro de 2012    | 8ALH03           | 7,82                |
| 164          | 4            | "Who Wants to Be a Godparent?" | Pamela Fryman | Matt Kuhn                                         | 15 de outubro de 2012   | 8ALH04           | 7,93                |
| 165          | 5            | "The Autumn of Break-Ups"      | Pamela Fryman | Kourtney Kang                                     | 5 de novembro de 2012   | 8ALH06           | 7,22                |
| 166          | 6            | "Splitsville"                  | Pamela Fryman | Stephen Lloyd                                     | 12 de novembro de 2012  | 8ALH05           | 7,95                |
| 167          | 7            | "The Stamp Tramp"              | Pamela Fryman | Tami Sagher                                       | 19 de novembro de 2012  | 8ALH07           | 7,45                |
| 168          | 8            | "Twelve Horny Women"           | Pamela Fryman | Eric Falconer e Romanski                          | 26 de novembro de 2012  | 8ALH08           | 8,73                |
| 169          | 9            | "Lobster Crawl"                | Pamela Fryman | Barbara Adler                                     | 3 de dezembro de 2012   | 8ALH09           | 8,26                |
| 170          | 10           | "The Over-Correction"          | Pamela Fryman | Craig Gerard e Matthew Zinman                     | 10 de dezembro de 2012  | 8ALH10           | 8,82                |
| 171 172      | 11 12        | "The Final Page"               | Pamela Fryman | Dan Gregor e Doug Mand Carter Bays e Craig Thomas | 17 de dezembro de 2012  | 8ALH11 8ALH12    | 8,70                |
| 173          | 13           | "Band or DJ?"                  | Pamela Fryman | Carter Bays e Craig Thomas                        | 14 de janeiro de 2013   | 8ALH13           | 10,51               |
| 174          | 14           | "Ring Up!"                     | Pamela Fryman | Jennifer Hendriks                                 | 21 de janeiro de 2013   | 8ALH14           | 10,07               |
| 175          | 15           | "P.S. I Love You"              | Pamela Fryman | Carter Bays e Craig Thomas                        | 4 de fevereiro de 2013  | 8ALH15           | 10,30               |
| 176          | 16           | "Bad Crazy"                    | Pamela Fryman | Carter Bays e Craig Thomas                        | 11 de fevereiro de 2013 | 8ALH16           | 8,98                |
| 177          | 17           | "The Ashtray"                  | Pamela Fryman | Carter Bays e Craig Thomas                        | 18 de fevereiro de 2013 | 8ALH18           | 8,85                |
| 178          | 18           | "Weekend at Barney's"          | Pamela Fryman | George Sloan                                      | 25 de fevereiro de 2013 | 8ALH17           | 8,59                |
| 179          | 19           | "The Fortress"                 | Michael Shea  | Stephen Lloyd                                     | 18 de março de 2013     | 8ALH20           | 7,44                |
| 180          | 20           | "The Time Travelers"           | Pamela Fryman | Carter Bays e Craig Thomas                        | 25 de março de 2013     | 8ALH19           | 6,99                |
| 181          | 21           | "Romeward Bound"               | Pamela Fryman | Chuck Tatham                                      | 15 de abril de 2013     | 8ALH22           | 6,58                |
| 182          | 22           | "The Bro Mitzvah"              | Pamela Fryman | Chris Harris                                      | 29 de abril de 2013     | 8ALH21           | 7,06                |
| 183          | 23           | "Something Old"                | Pamela Fryman | Carter Bays e Craig Thomas                        | 6 de maio de 2013       | 8ALH23           | 6,99                |
| 184          | 24           | "Something New"                | Pamela Fryman | Carter Bays e Craig Thomas                        | 13 de maio de 2013      | 8ALH24           | 8,57                |

### 9.ª temporada (2013–2014)
| N.º na série | N.º na temp. | Título                                      | Dirigido por  | Escrito por                   | Exibição original       | Cód. de produção | Audiência (milhões) |
| ------------ | ------------ | ------------------------------------------- | ------------- | ----------------------------- | ----------------------- | ---------------- | ------------------- |
| 185          | 1            | "The Locket"                                | Pamela Fryman | Carter Bays e Craig Thomas    | 23 de setembro de 2013  | 9ALH01           | 9,40                |
| 186          | 2            | "Coming Back"                               | Pamela Fryman | Carter Bays e Craig Thomas    | 23 de setembro de 2013  | 9ALH02           | 9,40                |
| 187          | 3            | "Last Time in New York"                     | Pamela Fryman | Craig Gerard e Matthew Zinman | 30 de setembro de 2013  | 9ALH04           | 7,87                |
| 188          | 4            | "The Broken Code"                           | Pamela Fryman | Matt Kuhn                     | 7 de outubro de 2013    | 9ALH03           | 7,53                |
| 189          | 5            | "The Poker Game"                            | Pamela Fryman | Dan Gregor e Doug Mand        | 14 de outubro de 2013   | 9ALH05           | 7,98                |
| 190          | 6            | "Knight Vision"                             | Pamela Fryman | Chris Harris                  | 21 de outubro de 2013   | 9ALH07           | 7,64                |
| 191          | 7            | "No Questions Asked"                        | Pamela Fryman | Stephen Lloyd                 | 28 de outubro de 2013   | 9ALH06           | 7,63                |
| 192          | 8            | "The Lighthouse"                            | Pamela Fryman | Rachel Axler                  | 4 de novembro de 2013   | 9ALH08           | 8,67                |
| 193          | 9            | "Platonish"                                 | Pamela Fryman | George Sloan                  | 11 de novembro de 2013  | 9ALH10           | 8,08                |
| 194          | 10           | "Mom and Dad"                               | Pamela Fryman | Carter Bays e Craig Thomas    | 18 de novembro de 2013  | 9ALH09           | 8,11                |
| 195          | 11           | "Bedtime Stories"                           | Pamela Fryman | Carter Bays e Craig Thomas    | 25 de novembro de 2013  | 9ALH12           | 7,64                |
| 196          | 12           | "The Rehearsal Dinner"                      | Pamela Fryman | Chuck Tatham                  | 2 de dezembro de 2013   | 9ALH11           | 8,04                |
| 197          | 13           | "Bass Player Wanted"                        | Pamela Fryman | Carter Bays e Craig Thomas    | 16 de dezembro de 2013  | 9ALH13           | 7,71                |
| 198          | 14           | "Slapsgiving 3: Slappointment in Slapmarra" | Pamela Fryman | Carter Bays e Craig Thomas    | 13 de janeiro de 2014   | 9ALH15           | 8,59                |
| 199          | 15           | "Unpause"                                   | Pamela Fryman | Chris Harris                  | 20 de janeiro de 2014   | 9ALH14           | 8,83                |
| 200          | 16           | "How Your Mother Met Me"                    | Pamela Fryman | Carter Bays e Craig Thomas    | 27 de janeiro de 2014   | 9ALH16           | 10,81               |
| 201          | 17           | "Sunrise"                                   | Pamela Fryman | Carter Bays e Craig Thomas    | 3 de fevereiro de 2014  | 9ALH18           | 9,98                |
| 202          | 18           | "Rally"                                     | Pamela Fryman | Carter Bays e Craig Thomas    | 24 de fevereiro de 2014 | 9ALH17           | 9,28                |
| 203          | 19           | "Vesuvius"                                  | Pamela Fryman | Barbara Adler                 | 3 de março de 2014      | 9ALH19           | 9,11                |
| 204          | 20           | "Daisy"                                     | Pamela Fryman | Carter Bays e Craig Thomas    | 10 de março de 2014     | 9ALH20           | 7,70                |
| 205          | 21           | "Gary Blauman"                              | Pamela Fryman | Kourtney Kang                 | 17 de março de 2014     | 9ALH22           | 7,78                |
| 206          | 22           | "The End of the Aisle"                      | Pamela Fryman | Carter Bays e Craig Thomas    | 24 de março de 2014     | 9ALH21           | 9,04                |
| 207 208      | 23 24        | "Last Forever"                              | Pamela Fryman | Carter Bays e Craig Thomas    | 31 de março de 2014     | 9ALH23 9ALH24    | 13,13               |